# Tetrastemma
Tetrastemma är ett släkte av slemmaskar som beskrevs av Ehrenberg 1831. Enligt Catalogue of Life ingår Tetrastemma i familjen Tetrastemmatidae, men enligt Dyntaxa är tillhörigheten istället ordningen Hoplonemertea.
Släktet Tetrastemma indelas i:
- Tetrastemma aberrans
- Tetrastemma albolineatum
- Tetrastemma ambiguum
- Tetrastemma amphiporoides
- Tetrastemma angulatus
- Tetrastemma antarcticum
- Tetrastemma appendiculatum
- Tetrastemma arctica
- Tetrastemma armatum
- Tetrastemma aseptata
- Tetrastemma assimile
- Tetrastemma bacescui
- Tetrastemma baculus
- Tetrastemma basinum
- Tetrastemma beaumonti
- Tetrastemma benedeni
- Tetrastemma bicolor
- Tetrastemma bilineatum
- Tetrastemma bioculatum
- Tetrastemma bipeltatum
- Tetrastemma bistriatum
- Tetrastemma brunnea
- Tetrastemma buxeum
- Tetrastemma candidum
- Tetrastemma cassidens
- Tetrastemma cephalophorum
- Tetrastemma cerasinum
- Tetrastemma cincum
- Tetrastemma coronatum
- Tetrastemma cruciatum
- Tetrastemma diadema
- Tetrastemma dubium
- Tetrastemma duboisi
- Tetrastemma dutoiti
- Tetrastemma elegans
- Tetrastemma enteroplecta
- Tetrastemma falsum
- Tetrastemma flavida
- Tetrastemma flavidum
- Tetrastemma fozensis
- Tetrastemma fulvum
- Tetrastemma georgianum
- Tetrastemma glandulidorsum
- Tetrastemma glanduliferum
- Tetrastemma graeffei
- Tetrastemma hansi
- Tetrastemma helvolum
- Tetrastemma hermaphroditica
- Tetrastemma herouardi
- Tetrastemma herthae
- Tetrastemma humilis
- Tetrastemma incisum
- Tetrastemma insolens
- Tetrastemma interruptum
- Tetrastemma jeani
- Tetrastemma kefersteinii
- Tetrastemma kirsteueri
- Tetrastemma knochii
- Tetrastemma kulikovae
- Tetrastemma laminariae
- Tetrastemma leonillae
- Tetrastemma lilianae
- Tetrastemma longissimum
- Tetrastemma longistriatum
- Tetrastemma lophoheliae
- Tetrastemma maivikenensis
- Tetrastemma marionis
- Tetrastemma melanocephalum
- Tetrastemma merula
- Tetrastemma mixtum
- Tetrastemma nanum
- Tetrastemma nigrifrons
- Tetrastemma nigrolineatum
- Tetrastemma nimbatum
- Tetrastemma olgarum
- Tetrastemma omicron
- Tetrastemma peltatum
- Tetrastemma phaeobasisae
- Tetrastemma pimaculatum
- Tetrastemma pinnatum
- Tetrastemma piolinum
- Tetrastemma portus
- Tetrastemma primum
- Tetrastemma pseudocoronatum
- Tetrastemma quadrilineatum
- Tetrastemma quadristriatum
- Tetrastemma quatrefagesi
- Tetrastemma reticulatum
- Tetrastemma robertianae
- Tetrastemma rollandi
- Tetrastemma roseocephalum
- Tetrastemma roseum
- Tetrastemma schultzei
- Tetrastemma scutelliferum
- Tetrastemma sexlineatum
- Tetrastemma signifer
- Tetrastemma simplex
- Tetrastemma stanleyi
- Tetrastemma stigmatum
- Tetrastemma stimpsoni
- Tetrastemma subpellucidum
- Tetrastemma suhmi
- Tetrastemma tanikelyensis
- Tetrastemma timofeevai
- Tetrastemma tridentatum
- Tetrastemma tristibruna
- Tetrastemma turdum
- Tetrastemma tutus
- Tetrastemma unicolor
- Tetrastemma unilineatum
- Tetrastemma vastum
- Tetrastemma weddelli
- Tetrastemma verinigrum
- Tetrastemma vermiculus
- Tetrastemma verrilli
- Tetrastemma viera
- Tetrastemma wilsoni
- Tetrastemma viperula
- Tetrastemma virgatum
- Tetrastemma vittigerum
- Tetrastemma worki
- Tetrastemma yamaokai